# Feuerwachturm

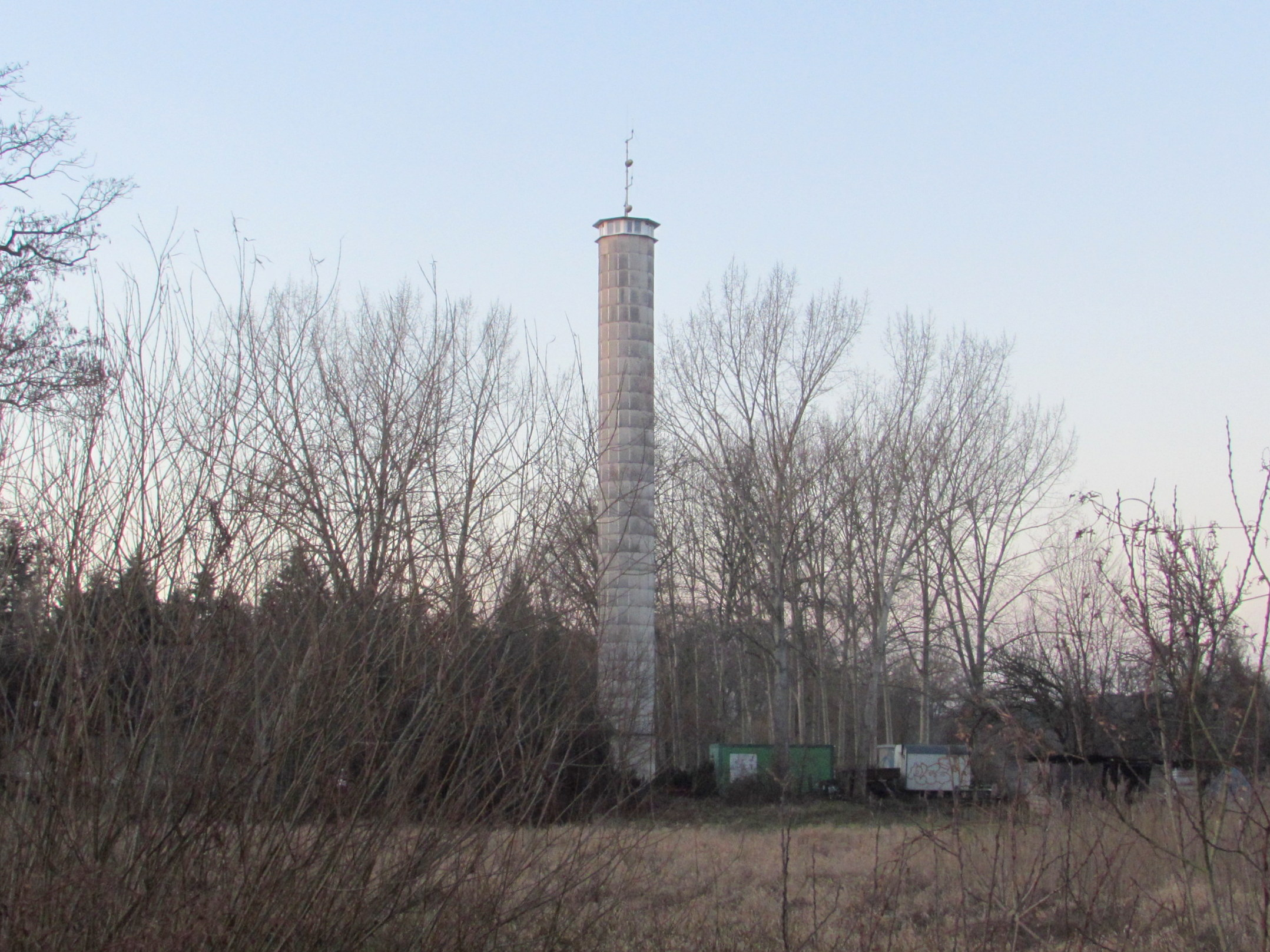
In der DDR errichteter standardisierter Feuerwachturm im Gördenwald in Brandenburg an der Havel

Ein Feuerwachturm ist ein Turm, der einst in Städten, in neuerer Zeit vornehmlich in Wäldern errichtet wurde und der Ausschau nach und somit der Früherkennung von Bränden dient. Auch Türme anderer Art eignen sich zur vorbeugenden Beobachtung.

## Waldbrandbekämpfung
Feuerwachtürme dienen in erster Linie der Waldbrandbekämpfung beziehungsweise -früherkennung. Derartige Türme besitzen eine Höhe, die mit ihrer Aussichtsplattform über die Baumkronen reicht, und erlauben in der Regel einen weiten Rundumblick. Oftmals sind solche Feuerwachtürme auf erhabenen Punkten wie Hügel- oder Bergkuppen gebaut.
In früheren Jahrzehnten wurden Feuerwachtürme mehr oder weniger flächendeckend in Forsten aufgestellt. Die Beobachtungsposten wurden bei Waldbrandwarnstufen besetzt. Mittlerweile werden die Überwachungen zunehmend mittels optischer Sensoren und sogenannter Automatisierter Waldbrand-Frühwarnsysteme (AWFS) gewährleistet, wobei die Sensorsysteme und Sendeanlagen auf den vorhandenen Türmen installiert sind. Eine Besetzung ist in solchem Fall nicht mehr notwendig.